# Evangelický hřbitov ve Kšelích
Evangelický hřbitov ve Kšelích leží asi 300 m severozápadně od obce Kšely při silnici do Bylan. Má rozlohu 2736 m² (bez pozemku s márnicí).

## Historie
Hřbitov byl založen roku 1844 jako kalvínský. Pozemek pro zřízení hřbitova zakoupili bratři Jan a Václav Břečkové. Na tomto hřbitově byli pohřbíváni evangelíci z celého Českobrodska. Zachovalo se něm mnoho cenných pomníků z 19. století. V roce 1900 byl rozšířen a v roce 1956 byl hřbitov převeden do správy národního výboru Kšely. Na hřbitově se nachází márnice. Obec Kšely je v současnosti vlastníkem a provozovatelem hřbitova.
K významným osobnostem pohřbeným na hřbitově patří superintendent české evangelické církve h. v. Matěj Kubeš (1780–1855).